# 村井成仁
村井 成仁（むらい なるひと、1987年7月7日）は、日本の俳優。東京都国立市生まれ、愛媛県松山市育ち。オフィスストンプ所属。

## 略歴
多摩美術大学プロダクトデザイン専攻中退
秋田県を本拠地に構える劇団わらび座に入団後、ミュージカル「アテルイ」アヌシコ役でデビュー。
2015年3月に劇団わらび座を退団、フリー期間を経て2016年3月よりオフィスストンプに所属。

## 出演作品

### 舞台
- ミュージカル「ブッダ」（2015年）-タッタ 役
- 坊っちゃん劇場ミュージカル「鶴姫伝説」（2015年8月-）-クロタカ[2] 役
- ミュージカル「雪のプリンセス」（2016年3月-4月）
- グリーンミュージカル 「LADYBIRD,LADYBIRD」（2016年5月）-ジョー 役
- ミュージカル「バイオハザード 〜ヴォイス・オブ・ガイア〜」（2017年11月）-ロベルト・レコ役
- COMEDY SHOW「OH! MY GOD! 」（2017年1月）
- 劇団☆新感線「髑髏城の七人 season花」（2017年3月-6月）
- ミュージカル・コメディ「パジャマゲーム」（2017年9月-10月）
- ミュージカル「ブッダ」（2018年）-タッタ 役
- 「黒蜥蜴」（2018年1月-2月）
- ミュージカル「ツクリバナシ」（2018年3月）
- ミュージカル「ドリアン・グレイの肖像」（2018年9月）
- Company New Year Concert 2019（2019年1月）
- 劇団東京都鈴木区ミュージカル「時給探偵」（2019年6月）-鎌堀幹太 役
- モーションロックオペラ「Life pathfinder 2019 Tour to the end.」（2019年7月）
- a song cycle「sign」（2019年9月）
- ミュージカル「ロカビリー☆ジャック」（2019年12月-2020年1月）
- ミュージカル「アナスタシア」初演（2020年3月）
- 劇団東京都鈴木区10周年記念「ヒロイン･ア･ゴーゴー! 〜あの日の魔法少女〜」（2020年6月）
- モーションロックオペラ「Life pathfinder 2021 5th Wall」（2021年1月）
- ミュージカル「アリージャンス〜忠誠〜」（2021年3月-4月）
- 演劇企画集団Jr.5 vol.11「徒然アルツハイマー」（2021年6月）-三男 役
- 坊っちゃん劇場ミュージカル「ジョンマイラブ〜ジョン万次郎と鉄の7年」（2021年12月-2022年5月）-ジョン万次郎 役[3]
- 盗まれた雷撃 
パーシー・ジャクソン ミュージカル （2022年9月-10月）-ミスターD 役 ほか
- ミュージカル「太平洋序曲」（2023年3月-4月）-泥棒 役 ほか
- ミュージカル「マギ」―バルバッド狂騒曲－（2023年6月）-サブマド・サルージャ 役
- ミュージカル「アナスタシア」再演（2023年9月-10月）
- ミュージカル「ベートーヴェン」（2023年12月-2024年1月）
- ミュージカル「昭和元禄落語心中」（2025年2月-4月）[4]

### コンサート
- LIVE STOMP 〜confluence〜（2017年11月）
- 『THE MUSICAL CONCERT at IMPERIAL THEATRE』（2020年8月）
- ミュージカル・ガラコンサートin坊っちゃん劇場「Shall We Sing ?2020〜special version〜」（2020年9月）
- 海宝直人 舞台芸能活動25周年記念コンサート（2020年9月-11月）
- 山崎育三郎「THIS IS IKU」（2020年11月）
- 望海風斗コンサート『SPERO』（2021年8月-10月）
- 海宝直人コンサート『ATTENTION PLEASE!』（2023年1月）
- ヨルシカ LIVE TOUR 2023「月と猫のダンス」（2023年4月）-actor(名古屋・大阪)
- sign in Concert ～10th Anniversary～（2023年7月）
- 海宝直人コンサート『ATTENTION PLEASE!2』（2024年1月-3月）

### ラジオ
- オーディオドラマ青春アドベンチャー『黒い瞳のボヘミアン』(全10回)（2022年6月-7月）